# Савино (Тотемський район)
Са́вино (рос. Савино) — присілок у складі Тотемського району Вологодської області, Росія. Входить до складу П'ятовського сільського поселення.

## Населення
Населення — 144 особи (2010; 190 у 2002).
Національний склад (станом на 2002 рік):
- росіяни — 99 %